# Гаджиев, Камалудин Серажудинович
Камалуди́н Серажуди́нович Гаджи́ев (2 марта 1940 — 16 октября 2021) — советский и российский историк и политолог. Доктор исторических наук, профессор, главный научный сотрудник Института мировой экономики и международных отношений РАН.

## Биография
После окончания Государственного медицинского училища (г. Махачкала) несколько лет работал заведующим медицинским пунктом в горных районах Южного Дагестана. Служил в Советской армии. В 1970 году окончил исторический факультет МГУ (с отличием). Кандидатскую и докторскую диссертации защитил по проблемам общественно-политической мысли США. Внёс значимый вклад в формирование и дальнейшее развитие новой российской политической науки, политической философии и геополитики. По этим дисциплинам опубликован ряд монографий, статей и серия учебников для высших учебных заведений.
Скончался 16 октября 2021 года.

## Научные труды

### Избранные монографии
- США: эволюция буржуазного сознания. М.: Мысль, 1981, 255 с.
- Эволюция основных течений американской буржуазной идеологии. М.: Наука, 1982, 333 с.
- Американская нация: национальное самосознание и культура. М.: Наука, 1990, 240 с.
- Политическая наука. М.: Международные отношения, 1993—1995, 398 с.
- Геополитика. М.: Международные отношения, 1997, 383 с.
- Политическая философия. М.: Экономика, 1999, 606 с.
- Геополитика Кавказа. М.: Международные отношения, 2001; 2003, 463 с.
- Геополитические горизонты России: контуры нового миропорядка. М.: Экономика, 2007, 751 с.; второе исправленное и дополненное издание. М.: Экономика, 2011, 479 с.
- Имидж государства в конфликте идеологий. М.: Андалус, 2007, 207 с.
- Кавказский узел в геополитических приоритетах России. М.: Логос, 2010, 531 с.
- «Большая игра» на Кавказе: вчера, сегодня завтра. М.: Международные отношения, 2010, 339 с.
- Этнонациональная и геополитическая идентичность Кавказа. Saarbrücken. Lambert Academic Publishing, 2011, 531 с.
- Сравнительный анализ национальной идентичности США и России. М.: Логос, 2013.; 2013; 2015, 408 с.
- Метаморфозы идеологии в век информатики. М.: Университетская книга, 2016, 453 с.

### Учебники
- Введение в политическую науку (Рекомендовано Министерством общего и профессионального образования РФ в качестве учебника для студентов высших учебных заведений). М.: Логос, 1997—1999, 540 с.
- Введение в геополитику (Рекомендовано Министерством образования РФ в качестве учебника для студентов высших учебных заведений). М.: Логос, 1998—2005, с.429.
- Политология (Допущено Министерством образования РФ в качестве учебника для студентов вузов). Логос, 2000—2011, 485 с.
- Политология. Базовый курс (Допущено Научно-методическим советом по политологии Министерства образования и науки РФ в качестве учебника для студен-тов вузов). М: Высшее образование. 2005—2011, 505 с.
- Политология. Конспект лекций. М.: Высшее образование. 2006—2011, 205 с.
- Введение в политическую философию. М.: Логос, 2004; 2010, 335 с.
- Геополитика. 4-е исправленное и дополненное издание (Допущено Министерством образования РФ в качестве учебника для студентов вузов). Учебник для вузов. М.: Юрайт, 2011, 479 с.
- Сравнительная политология. Учебник для вузов. М.: Экономика, 2012, 350 с.
- Геополитика. Академический курс 5-е издание, переработанное и дополненное (Рекомендовано Министерством образования Российской Федерации в качестве учебника для студентов высших учебных заведений, обучающихся по специальностям и направлениям: «Политология», «Международные отношения», «Юриспруденция», «История», «Социология» М.: Издательство Юрайт, 2014; 2015. 466 с.
- Политическая философия и социология. Учебник для бакалавриата и магистратуры. Рекомендовано Учебно-методическим отделом высшего образования в качестве учебника для студентов высших учебных заведений, обучающихся по гуманитарным направлении специальностям. М.: Издательство Юрайт, 2014, 251 с.
- Политология. Академический курс. 4-е изд. -дополненное и переработанное. Допущено научно-методическим советом по политологии Министерства образования и н7ауки Российской Федерации в качестве учебника для студентов высших учебных заведений. М.: Юрайт, 2014, 467 с.
- Введение в политическую теорию. Академический курс. (Рекомендовано Учебно-методическим отделом высшего образования в качестве учебника для студентов высших учебных заведений, обучающихся по гуманитарным направлениям и специальностям. М.: Юрайт, 2015,
- Политология. Курс лекций. 2-е переработанное и дополненное издание. М.: Юрайт, 2015, 207 с.
- Геополитика. 6-е изд., пер. и доп. Учебник для академического бакалавриата.  Рекомендовано Министерством образования Российской Федерации в качестве учебника для студентов высших учебных заведений, обучающихся по специальностям и направлениям: «Политология», «Международные отношения», «Юриспруденция», «История», «Социология». М.: Юрайт, 2016, 376 с.
- Политология. Учебное пособие для СПО Допущено Научно-методическим советом по политологии Министерства образования и науки РФ в качестве учебника для студентов вузов). М.: Юрайт, 2016, 213 с.
- Сравнительная политология. 2-е изд., пер. и доп. Учебник для академического бакалавриата. (Допущено Научно-методическим советом по политологии Министерства образования и науки РФ в качестве учебника для студентов вузов). М.: Юрайт, 2016, 361 с.
- Основы политической философии: учебник для академического бакалавриатаи (Допущено Научно-методическим советом по политологии Министерства образования и науки РФ в качестве учебника для студентов вузов). М: Юрайт. 2017, 392 с.
- Политическая социология. Учебное пособие для академического бакалавриата (Допущено Научно-методическим советом по политологии Министерства образования и науки РФ в качестве учебника для студентов вузов). М: Юрайт. 2017, 207 с.
- Политология. 5-е изд., пер. и доп. Учебник для академического бакалавриата (Допущено Научно-методическим советом по политологии Министерства образования и науки РФ в качестве учебника для студентов вузов). М.: Юрайт, 2017, 423 с.

### Статьи
- Тоталитаризм как феномен XX века // Вопросы философии. 1992. № 2.
- Идея «американского века»: история и современность. В кн.: США: эволюция основных идейно-политических концепций. М.: Издательство Московского университета, 2004.
- От биполярной к новой конфигурации геополитических сил // Мировая экономика и международные отношения. М., 1993. № 7.
- О конце евро-центристского мира и новой конфигурации геополитических сил. Часть I // Социологические исследования. 1993, № 4; Часть 2, Там же, 1993, № 6.
- Политическая идеология: концептуальный аспект // Вопросы философии, 1998, N12.
- Апология Великого Инквизитора // Вопросы философии, 2005, № 4.
- Миропорядок сквозь призму синергетики // Международные процессы, 2005.
- Масса, миф государство // Вопросы философии, 2006, № 6.
- Размышления о тотализации войны // Вопросы философии, 2007, № 8.
- Демократическое и имперское начала во внешнеполитической стратегии США // Мировая экономика и международные отношения, 2007, № 8.
- К полицентрическому миропорядку // Политические исследования, 2007.
- Имидж государства как средство культурной гегемонии // Мировая экономика и международные отношения, 2007, № 12.
- Метаморфозы либеральных ценностей // Вопросы философии, 2008, № 5.
- Вестернизация или особый путь модернизации // Политические исследования, 2008, № 4.
- Этюды о тоске человека по вечности // Вопросы философии, 2009, № 3.
- Искушение свободой // Свободная мысль, 2009, № 6.
- Новое великое переселение народов // Свободная мысль, 2009, № 12.
- Мировой экономический кризис: политико-культурное измерение // Вопросы философии, 2010, № 6 и др.
- О воле, силе и слабости государства в современном мире // Мир и политика, 2011, № 1.
- Национальная идентичность: концептуальный аспект // Вопросы философии, 2011, № 10.
- Внешняя политике в поле пересечения морали и власти // Мировая экономика и международные отношения, 2011, № 10 и др.
- Метаморфозы идеологии в условиях глобализации // Власть, 2011, № 11.
- Миропорядок в зеркале мирового экономического кризиса // Ориентир (Журнал Министерства обороны РФ), М., 2012, № 4.
- Национализм в роли идеологии // Власть, 2012, № 11.
- Природа политических режимов национальных республик Северного Кавказа // Россия и мусульманский мир, 2012, № 6.
- Природа политических режимов стран Южно-кавказских государств // Мир и политика, 2012, № 5.
- О кризисе национальной идентичности // Мир и политика, 2013, № 1.
- Политическая идеология: Кризис или возрождение? // Свободная мысль, 2013, № 1/2.
- Эндогенные факторы фрагментации идентичности России // Мировая экономика и международные отношения, 2013, № 4.
- Реквием по демократии? // Мировая экономика и международные отношения, 2013, № 4, 1,3.
- Метаморфозы и дилеммы американского консерватизма // Власть, 2013, № 10.
- Современный американский консерватизм: социо-культурный аспект // Власть, 2013, № 12.
- Геополитические интересы России на Южном Кавказе // Российская экономика: вчера сегодня, завтра, Октябрь 2013.
- Геополитические ориентиры Запада на Южном Кавказа // Свободная мысль, 2013, № 5.
- Реквием по демократии? // Мировая экономика и международные отношения, 2014, № 1.
- Перспективы демократии в век информационной революции // Власть, 2014, № 8.
- Метаморфозы глобализации: геополитическое измерение // Власть, 2014, № 11.
- Трубопроводная дипломатия на Южном Кавказе в геополитическом измерении // Горизонты экономики, 2014, № 4.
- О метаморфозах нового правого дискурса // Горизонты экономики, 2014, № 6 Либерально-консервативный консенсус в странах Запада // Власть, 2015, № 1
- Фундаментализм в поле пересечения западных и исламских ценностей // Власть, 2015, № 3.
- Об инверсии вектора и функций глобализации / Мировая экономика и международные отношения, 2015.
- В защиту пантеизма // Вопросы философии, 2015, № 8.
- О новой правой альтернативе // Свободная мысль. 2015, № 5.
- О некоторых тенденциях в современном мире в геополитическом измерении // Геополитический журнал, 2015, № 4
- Новая правая альтернатива в идеологическом дискурсе Запада / Высшее образование сегодня, 2015, № 7 и др.
- Размышления о перспективах мир-системы // Власть, 2016, № 2, с.5-13.
- К вопросу о положении социальных и гуманитарных наук в контексте будущего России // Высшее образование сегодня, 2016, № 5, с.32-36.
- Конец или возрождение идеологии // Свободная мысль, 2016, № 1, с.93-104.
- Трагедия демократии. О парадоксах перевоплощения тоталитарных идей // Свободная мысль, 2016, № 4, с. 48-64.
- Метаморфозы войн и конфликтов в современно мире // Международная жизнь, 2016, № 9.
- К вопросу о цивилизационной идентичности Кавказа // Вопросы федеративных и национальных отношений, 2016, № 3, с. 98-105.
- Гибридные войны в современном мире // Власть, 2016, № 10, с.218-223.
- Евросоюз на распутье: концептуальный аспект // Власть, 2016, № 12, с.13-25
- Большие трещины на великой шахматной доске // Мировая экономика и международные отношения, 2017, № 1, с.29-42
- Приоритеты и изъяны одного великого проекта // Международная жизнь, 2017, № 3
- Кризис или закат либерализма // Власть, 2017, № 3,с.7-17.
- Имидж России глазами Запада. Исторический экскурс // Свободная мысль, 2017, № 2, с123-136.
- Новая «Великая трансформация»? // Вопросы философии, 2017, № 7, с.72-83.

### Энциклопедии
- Гаджиев К. С. Фашизм // Новая философская энциклопедия / Ин-т философии РАН; Нац. обществ.-науч. фонд; Предс. научно-ред. совета В. С. Стёпин, заместители предс.: А. А. Гусейнов, Г. Ю. Семигин, уч. секр. А. П. Огурцов. — 2-е изд., испр. и допол. — М.: Мысль, 2010. — ISBN 978-5-244-01115-9.